# Schlitz (Allemagne)
Schlitz est une municipalité allemande située dans le land de la Hesse et l'arrondissement de Vogelsberg.

## Personnalités liées à la ville
- Johann Eustach von Görtz (1737-1821), diplomate né à Schlitz.
- Fritz Steinacker (1921-2016), avocat né à Queck.
- Volker Jung (1960-), théologien né à Schlitz.